# Ball Aerospace & Technologies
Ball Aerospace & Technologies (comunemente noto come Ball Aerospace) è un produttore statunitense di veicoli spaziali e componenti aerospaziali civili, commerciali e militari e strumenti per la difesa nazionale. Fondata nel 1956, la società è una consociata interamente controllata di Ball Corporation (NYSE: BLL), con sede principale a Boulder, Colorado. Nel 2010 aveva 2.700 dipendenti ed ha registrato un fatturato di $ 713.7 milioni.

## Storia
Ball Aerospace ha iniziato a costruire sistemi di controllo missilistico militare nel 1956 e in seguito ha vinto un contratto per costruire una delle prime sonde NASA, l'Orbiting Solar Observatory. Nel corso degli anni, la società ha diretto numerosi progetti tecnologici e scientifici e ha continuato a fornire ingegneria aerospaziale alla NASA tra cui lubrificanti, sistemi ottici, sensori stellari e antenne.
Nel 2005 le è stato titolato l'asteroide 4808 Ballaero.
Nel 2011 la società si è classificata al 98º posto delle più grandi società di difesa in tutto il mondo.

## Collaborazioni
Ball Aerospace è un fornitore di attrezzature spaziali altamente specializzate, in particolare nel campo dell'ottica. Ha collaborato alla costruzione di satelliti spaziali quali il satellite Kepler, il telescopio spaziale James Webb, il Wide-field Infrared Survey Explorer, il telescopio Hubble, lo strumento HiRISE del Mars Reconnaissance Orbiter oltre a numerose collaborazioni di alto profilo ingegneristico